# Fiat 35-45 HP
35-45 HP a fost un model de automobil de lux produs de Fiat între anii 1908 și 1909. Acest vehicul a fost destinat piețelor internaționale, inclusiv Statelor Unite ale Americii și Australiei, unde cererea pentru automobile de lux era în creștere.
Automobilul a fost conceput cu o atenție deosebită acordată detaliilor și finisajelor de înaltă clasă, fiind disponibil în două configurații: standard și cu ampatament extins. 
Modelul era echipat cu un motor tribloc cu șase cilindri având o capacitate cilindrică de 7408 cm³. La acea vreme, era obișnuit ca producătorii de automobile să construiască motoarele din blocuri separate, ulterior sudate pentru a forma ansamblul complet. Sistemul de aprindere era pe bază de magnet, iar transmisia avea patru trepte. Viteza maximă varia între 80 și 90 km/h, în funcție de configurație.
Producția acestui model a avut loc în uzina de pe Corso Dante, fiind fabricate în total 107 unități.